# Франсиско де Миранда
Франсиско де Миранда (на испански: Francisco de Miranda) е латиноамерикански революционер, сред основоположниците на движението за независимост в региона.
Макар че плановете му за образуване на огромна латиноамериканска държава не успяват, той е смятан за предшественик на по-късните водачи на войните за независимост като Симон Боливар.